# Myrmeleon houstoni
Myrmeleon houstoni är en insektsart som beskrevs av Tim R. New 1985. Myrmeleon houstoni ingår i släktet Myrmeleon och familjen myrlejonsländor. Inga underarter finns listade i Catalogue of Life.